# La Valette-du-Var
La Valeta (occità) o La Valette-du-Var és un municipi francès, en l'aglomeració de Toló, situat al departament del Var i a la regió de Provença – Alps – Costa Blava. L'any 1999 tenia 21.739 habitants. La toponímia de La Valette, com a arreu de la Provença, és sobretot una adaptació de la seva toponímia a la llengua provençal. La toponímia dels carrers de la Valette i alguns vestigis d'aquesta època (tanc de Verdun) guarden a la memòria el passat militar de la comuna.

## Demografia
| Evolució de la població |       |       |       |       |       |       |       |       |
| 1793                    | 1800  | 1806  | 1821  | 1831  | 1836  | 1841  | 1846  | 1851  |
| 2 311                   | 2 152 | 2 206 | 2 015 | 2 450 | 2 267 | 2 231 | 2 275 | 2 337 |

| 1856  | 1861  | 1866  | 1872  | 1876  | 1881  | 1886  | 1891  | 1896  |
| ----- | ----- | ----- | ----- | ----- | ----- | ----- | ----- | ----- |
| 2 127 | 2 101 | 2 125 | 2 180 | 2 127 | 2 186 | 2 196 | 2 262 | 2 470 |

| 1901  | 1906  | 1911  | 1921  | 1926  | 1931  | 1936  | 1946  | 1954  |
| ----- | ----- | ----- | ----- | ----- | ----- | ----- | ----- | ----- |
| 2 623 | 2 837 | 2 853 | 2 847 | 3 108 | 3 455 | 4 011 | 5 055 | 5 194 |

| 1962  | 1968   | 1975   | 1982   | 1990   | 1999   | 2006 | 2011 | 2016 |
| ----- | ------ | ------ | ------ | ------ | ------ | ---- | ---- | ---- |
| 6 949 | 11 194 | 14 745 | 18 296 | 20 687 | 21 739 | -    | -    | -    |

| 2019 | - | - | - | - | - | - | - | - |
| ---- | - | - | - | - | - | - | - | - |
| -    | - | - | - | - | - | - | - | - |

## Administració
| Període | Identitat          | Partit |
| ------- | ------------------ | ------ |
| 2001-   | Christianne Hummel | UMP    |

## Agermanaments
- Liévin
- Somma Lombardo
- Bocşa
- Villingen-Schwenningen